# Zwin

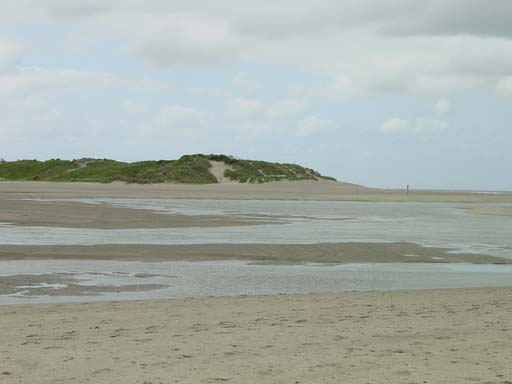
Zwin vista dos Países Baixos, na maré alta

Zwin é uma reserva natural junto ao Mar do Norte, na fronteira entre a Bélgica e os Países Baixos (51° 21′ 50″ N, 3° 21′ 12″ L). Foi protegida em 1953. Tem área de 1,5 km² em Knokke-Heist, Bélgica e 0,25 km² em Sluis, Países Baixos.
É famosa pela grande variedade de plantas resistentes ao sal, como a lavanda-do-mar (Limonium). É uma área popular entre os observadores de aves. Existe um pequeno zoo com aves domésticas e é uma das poucas zonas da Bélgica com uma população de cegonha-branca.